# 圆方集团
圆方集团是一家总部位于河南省郑州市的集物业管理、家政服务、高空清洗、劳务派遣、劳务外包、母婴、妇产医疗护理等为一体的大型民营企业集团，成立于1994年5月。

## 简介
公司最初是由下岗女工薛荣带领16名下岗工人创立的保洁、家政公司。在河南、北京、上海、江苏、山东、陕西等省市相继成立了10家子公司、38家分公司，2017年经营收入13亿元。
集团重视党建工作，2002年成立党支部，2007年成立党委，集团党委的指导思想“围绕发展抓党建，抓好党建促发展”，已成为全国非公党建的典范，多次受到中央和地方党委的表彰。

## 荣誉
- “全国三八红旗集体”
- “全国助残先进集体”
- “全国巾帼文明岗”
- “全国模范劳动关系和谐企业”
- “全国家庭服务业先进单位”
- “非公有制企业党建示范点”
- 河南省“五好基层党组织”